# Cortocircuito 2
Cortocircuito 2 (título original: Short Circuit 2) es una película estadounidense de comedia de ciencia ficción de 1988, la secuela de la película de 1986 Short Circuit. Fue dirigida por Kenneth Johnson , y protagonizada por Fisher Stevens como Ben Jahveri, Michael McKean como Fred Ritter, Cynthia Gibb como Sandy Banatoni, y Tim Blaney como la voz de Johnny 5 (el personaje principal - un robot amistoso, ingenuo y con consciencia). 

## Argumento

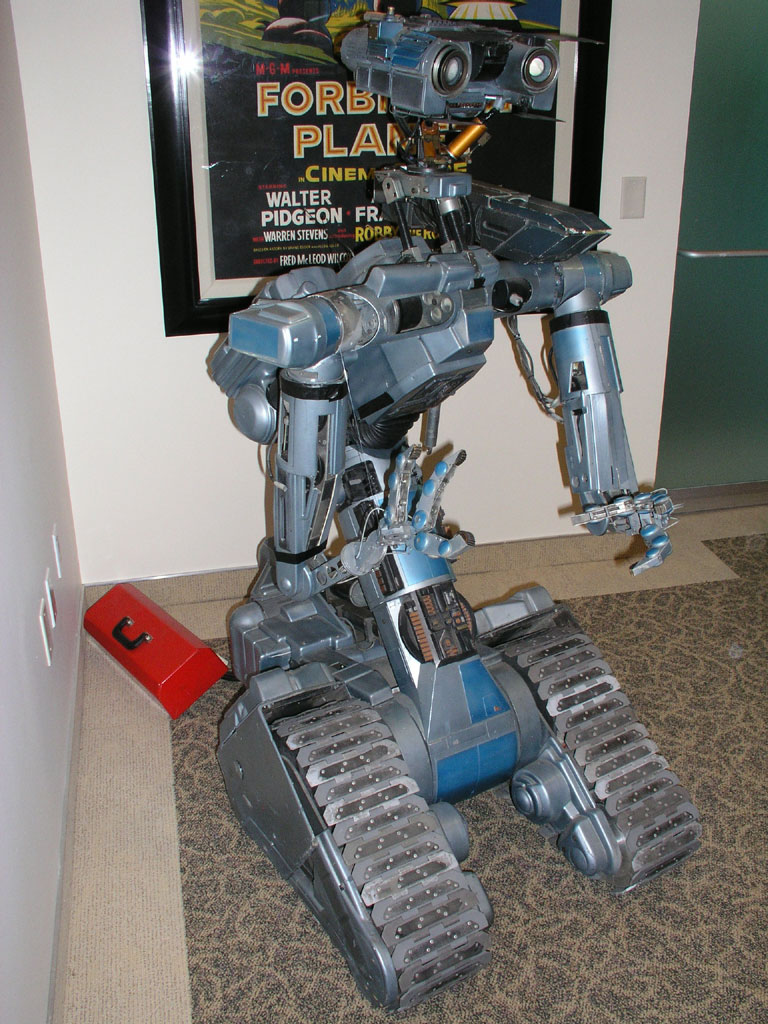
Johnny 5, personaje principal de la película.

Tras la quiebra de Nova Robotics debido al incidente con el prototipo n°5, Benjamin Jahrvi (Fisher Stevens), amigo y colega de Newton Crosby, se gana la vida vendiendo sofisticados robots de juguete que hace a mano en las esquinas de la ciudad de Nueva York. Un robot se aleja de su puesto y se dirige a la oficina de Sandy Banatoni (Cynthia Gibb), ejecutiva de adquisiciones de una importante compañía de juguetes que busca un producto novedoso para su empresa. Sandy rastrea a Ben y ofrece comprar una orden de mil unidades de sus juguetes; esto es oído por casualidad por Fred Ritter (Michael McKean), un charlatán que busca la manera de convertirse en el socio de negocios de Ben en el acuerdo y adquiere la financiación necesaria de un mafioso.
Ben y Fred se mudan a un almacén abandonado ignorando que unos ladrones planeaban usarlo como base de operaciones para entrar en la bóveda de un banco en la misma calle y robar un conjunto de joyas llamada La Colección Vanderveer. Los ladrones, intentando asustarlos para que abandonen el lugar, atacan a Ben y a Fred, destruyen su equipo y ahuyentan a la gente que contratan, impidiéndoles completar la orden de Sandy. Sin embargo, los amigos de Ben, Stephanie y Newton, enviaron a Johnny 5, un robot autoconsciente de tamaño humano que Ben ayudó a crear, pensando que podría necesitar ayuda en la ciudad. Cuando los ladrones regresan, Johnny los defiende y establece mecanismos de autodefensa en caso de que traten de entrar. Johnny se pone a trabajar la producción masiva de los juguetes logrando cumplir la fecha límite de Sandy; más tarde sale a explorar la ciudad donde se hace amigo de un hombre llamado Oscar Baldwin (Jack Weston), quien trabaja en el banco al otro lado de la calle del almacén de Ben y Fred.
Fred, habiéndose enterado de que Johnny está valorado en 11 millones de dólares intenta, en secreto de Ben, vender el robot a un casino. Descubriendo esto, Johnny escapa a la ciudad, siendo llevado bajo custodia por la policía y colocado en el almacén de artículos robados, donde es reclamado por Ben; este incidente deprime a Johnny, quien tras el trato recibido por la gente siente la gran brecha que hay entre él y los humanos. Poco después, cuando Johnny se entera de que Ben está secretamente enamorado de Sandy, usa sus habilidades robóticas para ayudarlo a invitarla a salir y confesarse.
Con el tiempo agotándose antes que la Colección Vanderveer sea trasladada del banco, los ladrones encierran a Ben y a Fred en el congelador de un restaurante chino. Se revela que Oscar es el cerebro del crimen y engaña a Johnny para terminar el túnel que conduce a la bóveda. Ben y Fred logran crear un dispositivo improvisado que, como pistas para su ubicación, graba en el contestador telefónico de Sandy versiones polifónicas de canciones que Ben aprendió en su cita con ella, lo que le permite llegar al lugar y rescatarlos, tras esto se separan para encontrar a Johnny y advertirle. 
Después de haber descubierto que el túnel que excavó llegaba hasta la bóveda que guarda la colección de Vanderveer, Johnny deduce las verdaderas intenciones de Oscar, pero es atacado por los ladrones y es severamente dañado. Fred logra localizarlo y, tras irrumpir en un RadioShack, repararlo de forma provisoria con refacciones del lugar siguiendo la guía de Johnny. Tras enterarse de que los ladrones solo encerraron a sus amigos, y no intentaron matarlos como a él, lo interpreta como discriminación por ser una máquina y decide buscarlos y vengarse con ayuda de Fred. Ben llega al RadioShack después que se van y descubre indicios de daños en la batería del robot que si no son atendidos antes que se descargue significarán su muerte definitiva.
Johnny luego localiza a Oscar y atrapa a sus cómplices. Sin embargo, Oscar huye hasta el puerto y roba un barco. Johnny, quien está cada vez más cerca de un colapso total, utiliza una grúa en el muelle para capturar a Oscar, quien es luego detenido por la policía. Después que la fuente de alimentación principal de Johnny se agota, Ben logra mantenerlo operativo conectándolo a un desfibrilador.
Las escenas posteriores muestran a Johnny como una celebridad, Sandy, Ben y Fred establecen un gran negocio llamado Input Incorporated, con Johnny 5 como logo y mascota. La película concluye con Ben y Johnny obteniendo la ciudadanía estadounidense. Preguntado acerca de cómo se siente por los periodistas, Johnny, ahora pintado de oro, salta en el aire, gritando que se siente, "¡Vivo!".

## Reparto
- Tim Blaney como la voz de Johnny 5.
- Fisher Stevens como Benjamin Jahveri.
- Michael McKean como Fred Ritter.
- Cynthia Gibb como Sandy Banatoni.
- Jack Weston como Oscar Baldwin.
- David Hemblen como Jones.
- Don Lake como Manic Mike.
- Ally Sheedy, que interpretó a Stephanie Speck en Short Circuit, presta su voz a una escena (sin acreditar).

## Producción
La filmación tuvo lugar en el centro de Toronto, Ontario, Canadá. La banda sonora instrumental fue compuesta por Charles Fox.